# Fan Jun
Fan Jun (1º gennaio 2003) è una sincronetta cinese.

## Palmarès

### Coppa del Mondo
- 1 podio:
  - 1 terzo posto (1 nella gara a squadre)